# Estación de Hípica
Hípica es una estación en superficie de la línea 1 del Metro de Granada, situada en el distrito Zaidín de la ciudad de Granada. Se encuentra situada junto a la Plaza de la Hípica, a la que debe su nombre.

## Situación
La estación de Hípica está integrada en la Avenida de América a su paso junto a la Plaza de la Hípica, en el barrio del Zaidín. Dicha plaza, una de las más grandes del distrito, es una amplia zona donde se conjugan un parque de juegos infantiles, áreas de descanso, una fuente recreativa y la Biblioteca Municipal Francisco Ayala. 
Una de sus principales funciones es dar servicio al área norte del Zaidín, y en concreto a la barriada de Fígares. Se trata de una zona mayoritariamente residencial donde predominan las viviendas de alta densidad y los pequeños comercios. 
A pocos metros de la estación se encuentran el parque de la Plaza Fontiveros y el mercado municipal del Zaidín.

## Características y servicios

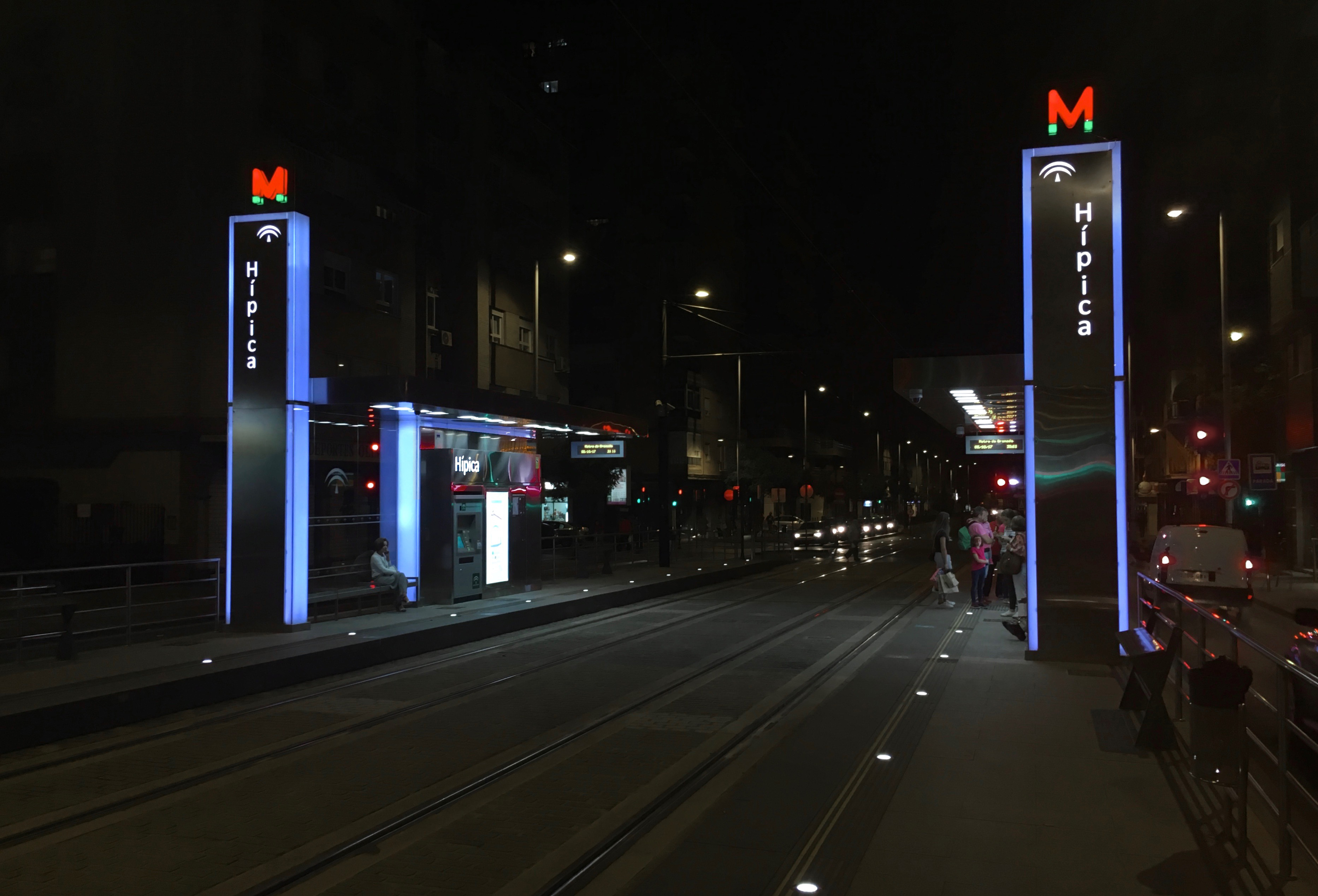
Vista nocturna de los andenes de la estación.

La configuración de la estación es de dos andenes laterales de 65 metros de longitud con sendas vías, una por cada sentido. La arquitectura de la estación se dispone en forma de doble marquesina a ambos lados, con un techo y elementos arquitectónicos y decorativos en acero y cristal.
La estación es accesible a personas con movilidad reducida, tiene elementos arquitectónicos de accesibilidad a personas invidentes y máquinas automáticas para la compra de títulos de transporte. También dispone de paneles electrónicos de información al viajero y megafonía.
La construcción de la estación implicó la reorganización de la calle, creando un bulevar central a lo largo de toda la avenida por el que discurren las vías de manera segregada al resto del tráfico. En sentido Albolote, se trata de la última parada del tramo sur en superficie de la línea 1 del Metro de Granada.

## Intermodalidad
Hípica es intermodal con la red de autobuses urbanos de Granada. En concreto, se encuentra a escasos metros de una parada de las líneas S2 y 8, que conectan el sur de la ciudad con el centro, así como de la línea circular 11. Junto a la estación se encuentra una zona de aparcamiento de bicicletas y además, parte de la zona está dotada de carril bici. Con efectos disuasorios, la situación se encuentra junto a un aparcamiento soterrado localizado en el entorno de la plaza.